# SynergySP
A SynergySP (有限会社SynergySP; Júgengaisa SynergySP; Hepburn: Yūgengaisha SynergySP) japán animációsfilm-stúdió, amelyet 1998. szeptember 24-én alapítottak Synergy Japan néven a Studio Junio korábbi munkatársai (akik azt megelőzőleg a Toei Animation alkalmazottai voltak). 2005-ben társultak a Shogakukan Productions-szel, a Shogakukan kiadó egyik leányvállalatával.

## Munkái
- Mermaid Melody Pichi Pichi Pitch (2003–2004)
- Major (79–154. epizód) (2004–2010)
- MÄR (2005–2007)
- Kilari (2006–2009)
- Hayate no gotoku! (2007–2008)
- Zettai karen Children (2008–2009)
- Cross Game (2009–2010)
- Beyblade: Metal Fusion (2009–2010)
- Beyblade: Metal Masters (2010–2011)
- Metal Fight Beyblade Zero-G (2012)
- Beyblade: Metal őrület (2011–2012)
- Initial D Fifth Stage (2012–2013)
- Csibi Devi! (2011–2014)
- Initial D Final Stage (2014)
- 12-sai. (OVA) (2014)

Forrás:

### További közreműködések
A SynergySP számos más sorozat elkészítésében is részt vett, mint a Blood+, a Kiba, a Musisi, Óran Kókó School Host Club vagy az xxxHolic.